# Mad Heads
«Mad Heads» — музичний гурт стилю рокабілі. Заснований у Києві в грудні 1991. У 2004 перетворився на ска панк гурт «Mad Heads XL».
Експериментують з народними піснями ще відтоді, як почули музику балканських гуртів. У своїй творчості музиканти поєднують відразу кілька стилів, однак переважно гурт співає пісні у жанрі рокабілі. Протягом більш як 10 років гурт фокусувався на написання пісень у жанрі рокабілі. Водночас музиканти завжди прагнули експериментувати. «В ідеалі найкраще бути тим гуртом, який і задає свої нові межі», — каже лідер групи Mad Heads Вадим Красноокий.

## Історія
- Усе почалося наприкінці 1991 року з того, що Вадим Красноокий заснував першу групу в Україні у стилі нео-рокабілі/сайкобілі. Стиль був досі абсолютно невідомим, — і хлопці почувалися справжнісінькими піонерами — зі своїми рокабільними чубами, напівакустичною гітарою, контрабасом та барабанщиком, який грав навстоячки. Їхня місія — поширити нову музику Україною та повернути її туди, звідки вона прийшла, але вже із власним баченням.
- Потрібен був час і кілька змін у складі їх угрупування для того, щоб «Mad Heads» (англ. шалені голови) стали групою, здатною виконати бажане непросте завдання, — та коли були готові, ніщо не було в силі їх зупинити. «Psycholula», їхній дебютний альбом, вийшов у Німеччині в 1996 під лейблом «Crazy Love Records» — дарма що і в Україні тоді вже були широковідомі: показували їх на телебаченні, звучали вони на радіо, писали про них газети та журнали. Гурт відзняв відео на підтримку свого альбому, — і кліп був у ротації на національному телебаченні (як згодом і багато інших їхніх відео кліпів).
- Невдовзі «Mad Heads» почали гастролювати закордоном: 4 рази з'являлися на фестивалі «Rock'n'Roll Jamboree» у Фінляндії; тричі на фестивалі «Calella Psychobilly Meeting» в Іспанії переповнювали зали фестивалів і клубів в Росії, Польщі, Німеччині, Великій Британії, Фінляндії, Іспанії, Італії, Швейцарії та Нідерландах. Хоч і запрошували їх у США, поїздка не склалася через проблеми із візами. Також виступали на одній сцені з багатьма своїми найулюбленішими командами й ставали героями для інших, молодших груп.
- За дебютним альбомом вийшли «Mad In Ukraine» у 1998 та «Naked Flame» в 2002 (обидва під лейблом «Crazy Love Records»). Згадані альбоми принесли групі «Mad Heads» визнання як найкращої сайкогрупи у Східній Європі, та безсумнівно видатного колективу серед сайкогруп усього світу. В Україні вони стали просто легендою рок-н-ролу, тож музиканти вирішили зробити щось особливе для своїх, і в 2003 році було видано альбом «Контакт» («Contact»), усі пісні в якому заспівані українською та російською мовами (три перші альбоми були англомовними). Виданням цього диску опікувалася компанія «Comp Music», вітчизняний підрозділ EMI.
- У 2004 році хлопці завершили свою місію: протягом років музика групи змінювалася, — і настав час погодитися з фактом, що вийшли вони далеко за межі стилю сайкобілі. Тож музиканти вирішили піти ще далі й подвоїли склад гурту за допомогою потужної духової секції, змішуючи свої старі музичні ідеї зі ска, свінгом та українським фолком. Новий проєкт, названий «Mad Heads XL», швидко сягнув нових висот, і тріо «Mad Heads» вирішило припинити свою діяльність на невизначений термін.
- 7 липня 2007 року гурт виступив на великому концерті з нагоди 75-річчя Донецької області, що відбувався на центральній площі Донецька. Гурт був єдиними виконавцями на концерті, які співали пісні українською. У телетрансляції телеканалу Україна, що відбувалася з невеликою затримкою, виступ вирізали через україномовність пісень гурту, що багато українських журналістів оцінили як прояв українофобії каналу[1][2][3][4].
- 7 березня 2015 автобус з музиками дорогою до Львова потрапив у ДТП, пасажири отримали переломи рук, ніг та черепно-мозкові травми[5].
- У вересні 2017 року стало відомо, що фронтмен гурту, Вадим Красноокий, тимчасово переїхав у Канаду та утворив там гурт Mad Heads CA. Колеги Вадима, що залишилися в Україні, вирішили не припиняти діяльність тож вирішили продовжили виступ під назвою Mad Heads UA та зробили вимушену заміну вокаліста, призначивши новим вокалістом Кирила Ткаченка. Відповідно, з вересня 2017 року у гурта є дві версії відомого музичного бренду: Mad Heads UA [Архівовано 25 грудня 2018 у Wayback Machine.] та Mad Heads CA[6][7].
- 17 серпня 2021 року вийшла новина на сайті Mad Heads, що Вадим Краснокий повернувся в основний склад групи та група відновила свою діяльність. Відтоді група співає разом.
- З 08 квітня 2023 року Вадим Красноокий розпочав тур містами Європи, частина коштів з якого підуть на підтримку ЗСУ.

## Склад

### Mad Heads UA
Поточний склад:
- Максим Червоноокий — електроконтрабас, бас-гітара, бек-вокал (з 1996)
- Валерій Чесноков — тромбон (з 2004)
- Вадим Нікітан — труба (з 2004)
- Станіслав Семилетов — електрогітара (з 2015)
- Дмитро Бунтов — барабани (з 2017)
- Михайло Безушко — вокал (з 2018)

Колишні учасники: 
- Роман Шаркевич — барабани (1991—1993)
- Володимир Сталінський — контрабас (1991—1993)
- Євген Ведмідь — барабани (1993—1994)
- Станіслав Лісовський — контрабас (1993—1996)
- Богдан Очеретяний — барабани, бек-вокал (1994—2005)
- Володимир Пушкар — тромбон (1991—2004)
- Антон Бурико — труба (1991—2004)
- Максим Кочетов — саксофон (2004—2006)
- Богдан Гуменюк — саксофон, флейта (2006—2009)
- Вадим Красноокий — вокал, гітара (1991—2016)
- Володимир Зюмченко — барабани (2005—2017)
- Кирило Ткаченко — вокал (2016—2018)

### Mad Heads CA
- Вадим Червоноокий — вокал, гітара
- Максим Негодін - бас-гітара, бек-вокал
- Антон Бабич — ударні
- Сергій Чекмак — гітара, бек-вокал
- Макс Форстер — тромбон
- Нік Маршалл — труба

## Дискографія
«Mad Heads»:
- 1995 Mad Heads Boogie — MC EP Single-S, Україна
- 1996 Psycholula CD — Crazy Love Records, Німеччина (Перевидання в Україні)
- 1997 Chernobilly Attack (live in St. Petersburg) MC — Manchester Files, Росія
- 1998 Mad In Ukraine — Crazy Love Records, Німеччина (Перевидання в Україні та Росії)
- 2002 Naked Flame CD & LP —  Crazy Love Records, Німеччина/JRC, Україна
- 2003 Контакт CD & MC — Comp Music/EMI, Україна

«Mad Heads XL»
- Надія є — Comp Music/EMI, Україна (2005)
- Найкраща мить. Кращі хіти та балади — compilation (Найкраща Мить\The Best Moment) (2007)
- Forever (2008)
- УкраїнSKA (2011)
- 8 (2015)

## Відеокліпи
| Рік  | Назва пісні       | Режисер(и)                         | Альбом         |
| ---- | ----------------- | ---------------------------------- | -------------- |
| 1996 | «Ghost»           |                                    | Psycholula     |
| 1998 | «Black Cat»       |                                    | Mad In Ukraine |
| 1998 | «Sharks»          |                                    | Mad In Ukraine |
| 2001 | «Полетаем»        | Віктор Придувалов                  | Naked Flame    |
| 2002 | «По барабану»     | Віктор Придувалов                  | Naked Flame    |
| 2002 | «Отрута»          | Віктор Придувалов                  | Контакт        |
| 2003 | «Не чекай»        | Віктор Придувалов                  | Контакт        |
| 2003 | «Не по пути»      |                                    | Контакт        |
| 2004 | «Надія Є»         | Віктор Придувалов                  | Надія Є        |
| 2005 | «Надія Є» (remix) | Віктор Придувалов                  | Надія Є        |
| 2005 | «Пісня Світла»    | Дмитро Малков                      | Надія Є        |
| 2005 | «Смерека»         |                                    | Надія Є        |
| 2006 | «Автобус Буратін» | Юрій Морозов                       | Надія Є        |
| 2007 | «А я на морі»     | Олексій Федоров та Марія Михайлова | Forever        |
| 2007 | «Найкраща мить»   | Юрій Морозов                       | Forever        |
| 2008 | «Буває»           | Віктор Скуратовський               | Forever        |
| 2009 | «Skreenka»        | Віктор Скуратовський               | Forever        |
| 2010 | «Зірки Знають»    | Ігор Стеколенко                    | Forever        |
| 2010 | «Добре»           | Ігор Стеколенко                    | Forever        |
| 2010 | «Добре» (remix)   | Ігор Стеколенко                    | Forever        |
| 2011 | «Чорні Очка»      | Олександр Стеколенко               | УкраїнSKA      |
| 2011 | «Люблю Гриця»     |                                    | УкраїнSKA      |
| 2012 | «Весна»           |                                    |                |
| 2012 | «П'ятниця»        | Віктор Скуратовський               |                |
| 2013 | «Накрило»         | Максим Ксьонда                     |                |
| 2013 | «Україна це ми»   |                                    | 8              |
| 2015 | «Пісня сирени»    | Олег Борщевський                   | 8              |